# 나의 집은 어디인가
"나의 집은 어디인가"(덴마크어: Flugt, 영어: Flee)는 2021년 개봉한 덴마크의 애니메이션, 다큐드라마 영화이다. 요나스 포헤르 라스무센이 감독과 공동각본을 맡았다. 제94회 아카데미상(2022년) 국제영화상, 장편 애니메이션상, 장편 다큐멘터리상 부문 후보에 올랐다.